# Cryptanura brachygaster
Cryptanura brachygaster là một loài tò vò trong họ Ichneumonidae.